# ولایت داغستان
ولایت داغستان یکی از ولایت‌های دوران امپراتوری صفوی بود که در جمهوری داغستان امروزی در قفقاز شمالی مرکزیت داشت. بسیاری از بزرگان صفوی اهل داغستان بودند یا ریشه‌هایی در آن جا داشتند.